# Landesbergen
Landesbergen là một đô thị ở huyện Nienburg, trong bang Niedersachsen, nước Đức. Đô thị Landesbergen có diện tích 41,92 km². Đô thị này nằm bên hữu ngạn sông Weser, cự ly khoảng 10 km về phía tây nam của Nienburg, và 35 km về phía đông bắc của Minden.
Landesbergen là thủ phủ của Samtgemeinde ("đô thị tập thể") Landesbergen.